# Künstliche Lawinenauslösung

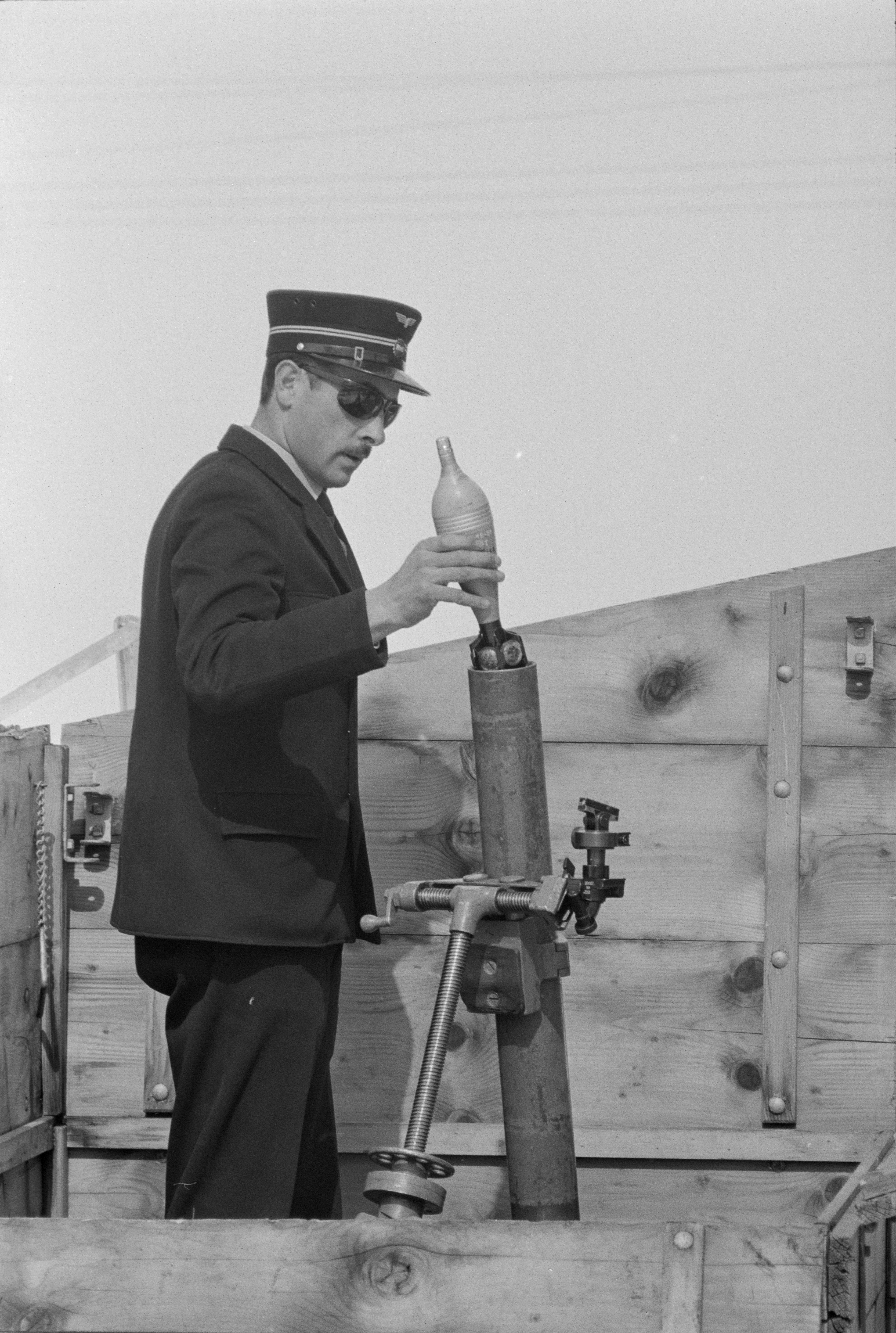
Lawinensprengung mit einem Mörser bei der Berninabahn, 1967

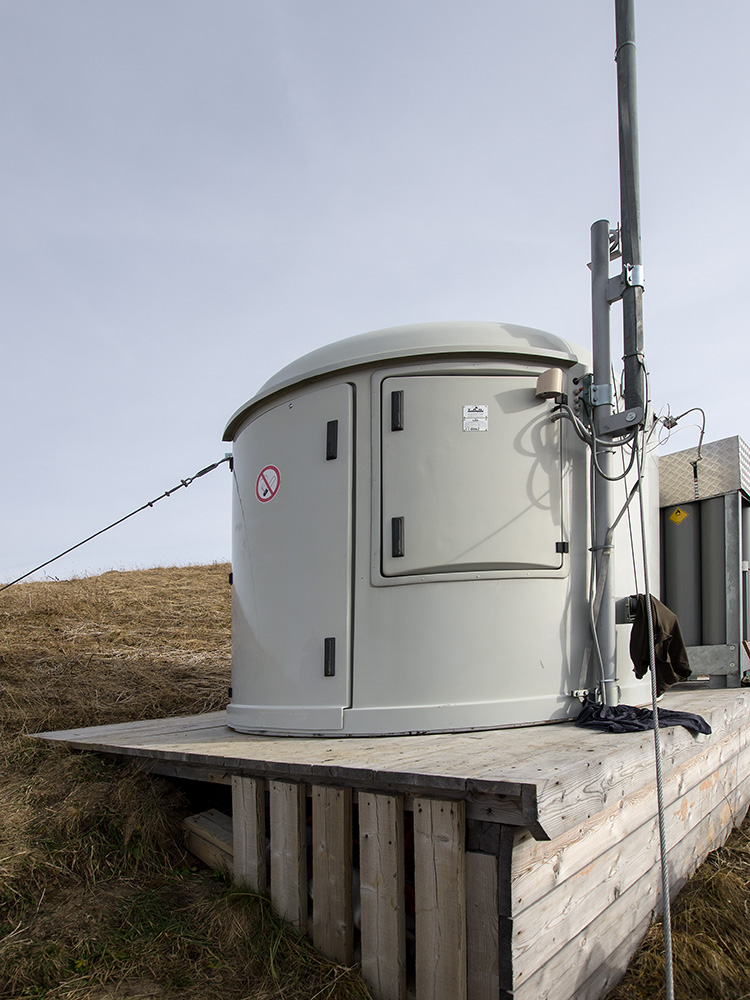
Steuerungs- und Betriebsmittelcontainer einer „GasEx“-Lawinenauslöseanlage in Österreich

Eine  künstliche Lawinenauslösung  (auch:  kontrollierte Lawinenauslösung, engl.: artificial avalanche triggering, franz.: déclenchement artificiel d'avalanche), ist die Auslösung einer Lawine mit künstlichen Mitteln zu einem festgelegten Zeitpunkt.
Eine künstliche bzw. kontrollierte Lawinenauslösung erfolgt mit technischen Einrichtungen, mit denen die Gefahren einer großen Schneelawine als Schadlawine vermindert oder vermieden werden können. Der ungewollte bzw. unkontrollierte Lawinenabgang (z. B. durch Wechtenabbrüche) im Großen gilt unter Umständen als Naturkatastrophe, kann aber auch im Kleinen, z. B. bei einer Dachlawine relevante Gefährdungen bis zu Todesfällen auslösen. Die künstliche (kontrollierte) Lawinenauslösung zählt zu den temporären Lawinenschutzmaßnahmen, die durchwegs kurzfristig eingesetzt und einsetzbar sind und auf Zeitpunkt, Ort und Ausmaß der Lawinengefahr abgestimmt werden. Ob und wann eine Lawine kontrolliert ausgelöst wird, entscheidet auf Basis von Lawinenwarnung, Lagebeobachtung, -prognose und -berichten (Risikobewertung zur Lawinenauslösung) z. B. eine örtliche Lawinenkommission oder andere Gremien. Die kontrollierte Lawinenauslösung kann von weiteren Maßnahmen begleitet werden, wie z. B. Sperren von Straßen/Straßenabschnitten, Pisten, Skigebiete etc. oder durch temporäre Evakuierungen.

## Gründe für die kontrollierte Lawinenauslösung
Grundsätzlich haben dauerhafte Lawinenschutzmaßnahmen (z. B. in Form von Lawinenverbauungen, Dämme, Galerien, Tunnels etc.) Vorrang vor temporären Lawinenschutzmaßnahmen und die im Regelfall bessere Wirkung. Die Nichtanwendung von dauerhaften Lawinenschutzmaßnahmen kann verschiedene Gründe haben (Beispiele):
- begrenzte finanzielle Mittel für klassische Schutzmaßnahmen
- Vermeidung großer Eingriffe in der Natur
- wirtschaftlicher und politischer Druck für die Offenhaltung bestimmter Regionen und Straßen,
- die technische Entwicklung hat Alternativen zu dauerhaften Lawinenschutzmaßnahmen durch temporäre Lawinenschutzmaßnahmen eröffnet.

## Ziele der kontrollierten Lawinenauslösung
Temporären Lawinenschutzmaßnahmen können bei Beachtung entsprechender Grundsätze einen Ersatz für dauerhafte Lawinenschutzmaßnahmen bilden, wenn dies im Einzelfall vertretbar ist (insbesondere bei bestehenden Anlagen) oder die dauerhaften Lawinenschutzmaßnahmen sinnvoll ergänzen. Auch dauerhafte Lawinenschutzmaßnahmen bilden gemäß den langjährigen lawinenfachlichen Erkenntnissen mit Lawinenverbauungen nicht überall eine absolut und durchgängige Sicherheit. Mit temporären Lawinenschutzmaßnahmen können allfällige Restgefährdungen minimiert werden.
Ziel der kontrollierten Lawinenauslösung ist es, die Gefahren aus einer unkontrolliert abgehenden Lawine auf Personen oder Sachen zu verhindern oder zu reduzieren, wenn andere Maßnahmen (Stabilisierung der Schneedecke durch zum Beispiel Pistenpräparierung, Rückhalt der Schneemassen z. B. durch Lawinenverbauung etc.) nicht möglich sind oder nicht mehr ausreichen.
Zielobjekt der kontrollierten Lawinenauslösung sind in der Regel unbewohnte, jedoch wirtschaftlich genutzte Gebiete (z. B. Skipisten, Straßenabschnitte, Parkplätze etc.). In Österreich werden bewohnte Gebiete nur in seltenen Ausnahmen mit kontrollierten Lawinenauslösungen gesichert, in der Schweiz hingegen in Einzelfällen.

## Lawinenauslösung

### Möglichkeiten kontrollierte Lawinenauslösung
Durch das kontrollierte Auslösen kleinerer weniger gefährlicher Lawinen soll erreicht werden, dass große Lawinen, die entsprechend großen Schaden anrichten könnten und unkontrolliert abgehen, nicht entstehen können. Für die kontrollierte künstliche Lawinenauslösung stehen verschiedene technische Möglichkeiten zur Verfügung (Beispiele):
- Auslösung von stationären Anlagen:
  - Handsprengung von Lawinen vom Gratausleger
  - Sprengseilbahn
  - Lawinensprengmast /-sprengturm
  - Lawinenwächter[9]
  - Lawinenpfeifen (stationär)
  - Lawinenauslösung durch Gasgemischzündung (z. B.: Gazex, O’Bellx, Avalhex).

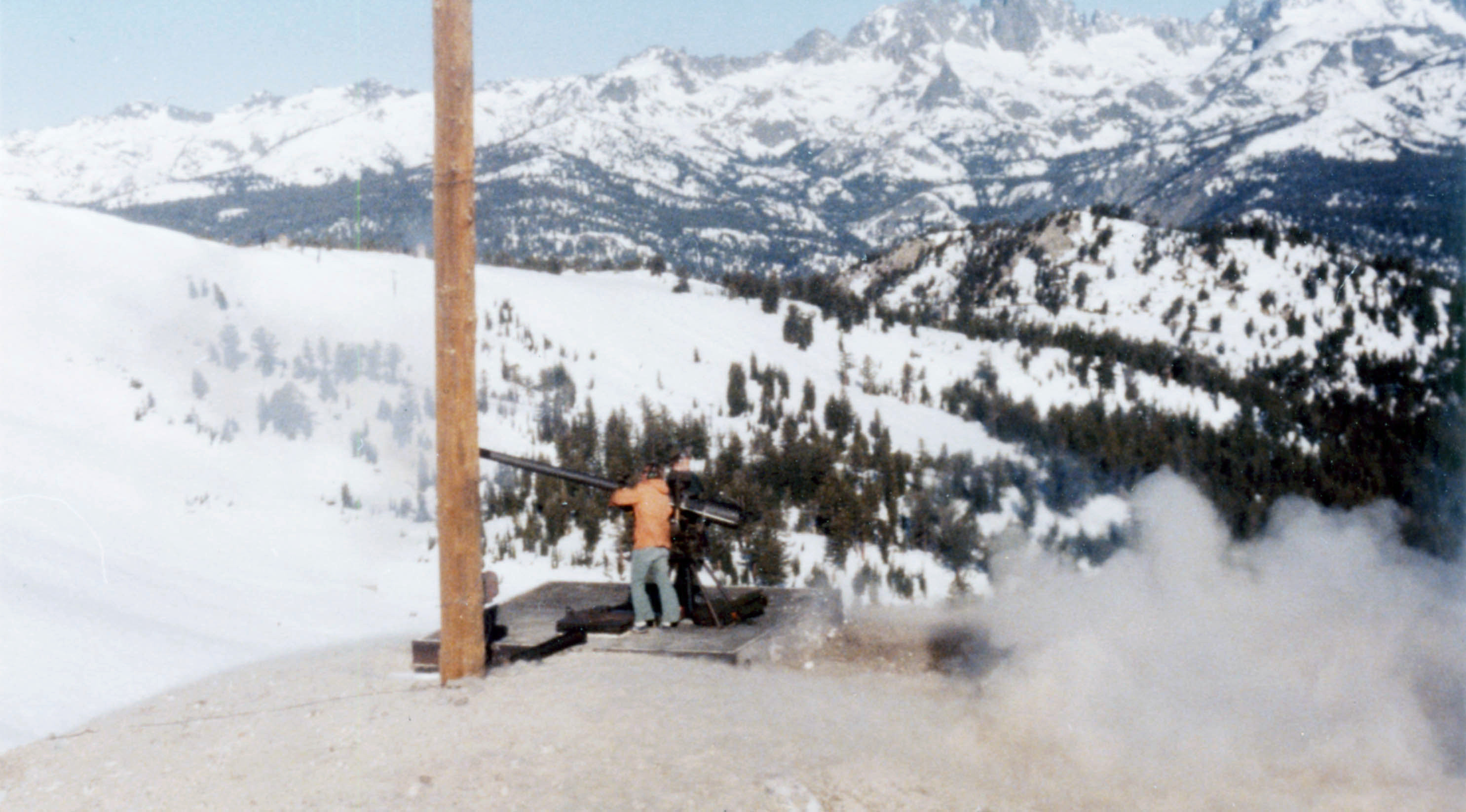
Rückstoßfreies Geschütz wird zur Lawinenauslösung genutzt

Vorteil der stationären Anlagen ist die weitgehend wetter- und tageszeitliche Unabhängigkeit des Einsatzes und der Sicherheit für die handelnden Personen, da meist eine Fernauslösung (z. B. per Funk) und die Lawinenauslösung oberhalb der Schneedecke möglich ist (dadurch mehr Effizienz des Auslösedrucks). Nachteil stationärer Anlagen zur Lawinenauslösung ist der begrenzte Anwendungsbereich und die eingeschränkte Möglichkeit auf veränderte Situationen reagieren zu können und können die Lawinenauslöseanlagen unter Umständen durch Lawinen selbst gefährdet sein bzw. beschädigt werden. Die Investitionskosten sind in der Regel für stationäre Anlagen höher als bei mobilen Lawinenauslösungen, die nur situationsbedingt zum Einsatz kommen.
- Mobile Auslösung:
  - Lawinenauslösung von Hand (vom Hubschrauber, mit Sprengschlitten etc.)
  - Lawinenpfeife (mobil)
  - Lawinenauslösung durch Gasgemischzündung (z. B. Daisybell oder Avalanche Blast)
  - Avalancheur, Lawin Locker oder militärische Geräte (z. B. Minenwerfer, RAK-Rohr oder Haubitze)[10]
  - Drohnen.

Vor- und Nachteile der mobilen Anlagen sind meist umgekehrt zu den stationären Anlagen.
Das kontrollierte Auslösen von Lawinen muss in der Europäischen Union in der Regel so erfolgen, dass auch für die handelnden Personen bei der Auslösung der Lawine ein größtes Maß an Sicherheit gewahrt werden kann (Arbeitnehmerschutz). Das Einfahren einer Person in eine Schneedecke zur Auslösung einer kleinen Lawine, indem der Skifahrer die labile Schneedecke an einer oberen, vermeintlichen Anbruchzone anschneidet, ist sehr risikobehaftet, auch wenn der handelnde Skifahrer mit einem Seil oder einem Lawinenairbag etc. gesichert ist und daher im Sinne des Arbeitnehmerschutzes nicht geeignet. Auch andere Methoden der Lawinenauslösung durch direkte mechanische Belastung sind teilweise sehr risikobehaftet.
Die Eignung der jeweiligen technischen Möglichkeit zur kontrollierten Lawinenauslösung hängt grundsätzlich vom Schutzgut ab und muss je nach Einzelfall festgelegt werden, da jedes System Vor- und Nachteile hat. Auch die Nichtauslösung einer Lawine kann erhebliche Nachteile bringen.

### Voraussetzungen für eine positive kontrollierte Lawinenauslösung
Eine positive kontrollierte Lawinenauslösung liegt vor:
- wenn der Erfolg der Lawinenauslösung eintritt oder
- eine Verfestigung der Schneedecke oder
- festgestellt werden kann, dass keine labile Schneedecke vorliegt.

Der positive Erfolg einer Lawinenauslösung ist je nach Umständen abhängig von:
- Lage des Auslösepunktes,
- Zeitpunkt der Auslösung,
- Witterungsverhältnisse und Sonneneinstrahlung,
- Stärke des Auslöseimpulses (z. B. Masse der Sprengladung – je größer die Ladung, desto größer auch der Wirkungsradius),
- Höhe des Auslösepunktes (Auslösungsdruckes) über der Schneeoberfläche (größte Wirkung hat ein Auslöseimpuls 0,5 bis 3 Meter über der Schneedecke).[13]

Positive Auslösungen von Lawinen bei Sprengungen können durchschnittlich erzielt werden:
- Überschneesprengung: 70 bis 90 %
- Oberflächensprengung: 60 %
- Sprengung im Schnee (unter der Schneedecke): 30 bis 50 %.[14][15]

### Negative Lawinenauslösung
Eine negative Lawinenauslösung liegt unter Umständen vor, wenn:
- Sekundärlawinen ausgelöst werden oder bisher relativ stabile Bereiche durch den Auslösedruck der Hauptlawine labil werden,[16]
- die Sturzbahn der Hauptlawine unkontrolliert abgelenkt wird,
- Hauptlawine und Sekundärlawine zusammen eine Großlawine mit Schadensereignis auslösen,
- keine Auslösung der Hauptlawine erfolgt, nun jedoch ein Spontanabgang nicht ausgeschlossen werden kann.[13]

### Unkontrollierte Lawinenauslösung
Unkontrollierte Lawinenauslösungen erfolgen z. B. durch Menschen (z. B. Variantenskifahrer, Tourengeher etc.) oder Tiere im Bereich der Anbruchzone eines Schneebretts, Abbruch von Schneewechten, Selbstauslösung einer labilen Schneedecke etc.
Es kann auch durch das unkontrollierte Auslösen von Lawinen zu Sekundärauslösungen von Lawinen in ganz anderen Bereichen kommen, die unter Umständen z. B. eine Schadlawine auslösen.

### Auslösezeitpunkt
Die Wahl des richtigen Zeitpunkts bei der Auslösung von Lawinen ist maßgeblich für den Erfolg. Kurz nach einem größeren Schneefall oder einer Windverfrachtung kann eine Lawine am sichersten ausgelöst werden, weil sich die Schneedecke noch nicht stabilisiert hat. Würde die Lawine zu spät ausgelöst, besteht die Gefahr, dass zu viel Schnee in Bewegung gerät und eine Schadlawine entsteht. Dabei muss auch auf die Neigung und Ausrichtung des Hanges geachtet werden. Je flacher dieser ist, desto mehr Neuschneezuwachs ist erforderlich, um eine Lawine auszulösen. Bei einem Hang mit starker Sonneneinstrahlung sollte früher eine Lawinenauslösung stattfinden, als bei einem Schattenhang.

### Auslösehöhe
Bei einer 2 kg Ladung Sprengstoff können in etwa folgende Wirkungen erzielt werden:
| Sprengpunkt- höhe               | Radius Wirkungszone | Radius Anbruchsicherheit |
| ------------------------------- | ------------------- | ------------------------ |
| Überschnee sprengung            | 100 %               | 80 Meter                 |
| Oberflächen sprengung           | 40 bis 50 %         | 40 Meter                 |
| Sprengung unter der Schneedecke | 10 bis 20 %         | < 20 Meter               |

## Lawinendetektion
Der Erfolg der kontrollierten Lawinenauslösung als auch die Überwachung von unkontrollierten Lawinenauslösungen kann, falls eine Sichtkontrolle nicht möglich oder zumutbar ist, durch eine Lawinendetektionsanlage (z. B. Lawinenradar, Infraschallanlage, Seismometer, Reissleinen etc.) überwacht werden und diese kann auch unter Umständen eine Alarmauslösung (z. B. Ampelschaltung bei Straßen) bewirken.
Ob die Lawinenauslösung und in welchem Umfang eingetreten ist, muss jedenfalls überprüft werden.

## Dokumentation
Grundsätzlich ist es bei jeder kontrollierten Lawinenauslösung erforderlich, den Erfolg, Nichterfolg oder eingetretene Nebenereignisse zu dokumentieren. Die Dokumentation ist zum Beispiel auch die Grundlage für die weiteren kontrollierten Lawinenauslösungen, Erarbeitung und Inhalt eines Sicherheits- und Einsatzkonzeptes, Feststellung örtlicher Besonderheiten und zur Größe der abgegangenen Lawine, Lawinenauslösemethode und Verbesserungsmaßnahmen, Festlegung zukünftiger Auslösepunkte im Gelände, erforderliche Absperrmaßnahmen und -pläne oder Evakuierungsmaßnahmen, Eintritt von Sekundärlawinen, mögliche weitere Schadensfolgen, erforderliche Kommunikationsmaßnahmen etc.

## Rechtliche Erfordernisse und Konsequenzen der kontrollierten Lawinenauslösung
In Österreich ist für die Durchführung von Sprengarbeiten grundsätzlich der Grundkurs für Sprengbefugte erforderlich und Aufbaukurse für z. B. Lawinensprengarbeiten von Hand bzw. aus dem Helikopter. Lediglich die Schulung bzgl. der Lawinensprengung vom Helikopter muss immer wieder aufgefrischt werden. Diese Kurse werden in Österreich von privaten Einrichtungen angeboten und die Prüfungen abgenommen. In der Schweiz ist für die Durchführung von Lawinensprengarbeiten der Sprengausweis Lawinen erforderlich, der vom Staatssekretariat für Bildung, Forschung und Innovation (SBFI, früher: Bundesamt für Berufsbildung und Technologie, BBT) an Absolventen des Lawinensprengkurses der Seilbahnen Schweiz (SBS) nach bestandener Prüfung ausgestellt wird. Die Schulung muss in der Schweiz alle fünf Jahre wiederholt werden.
Die kontrollierte (künstliche) Auslösung von Lawinen bedingt von den handelnden Personen höchste Sorgfalt. Ein Verstoß gegen Sorgfaltspflichten (in der Regel bei Eintritt eines Schadensereignisses und im Nachhinein – ex post – beurteilt) kann
- verwaltungsrechtlichen
- zivilrechtliche und
- strafrechtliche

Konsequenzen für die handelnde Person und/oder das beauftragende Unternehmen bzw. die verantwortliche Behörde haben. Die kontrollierte Auslösung von Lawinen darf daher in der Regel nur von speziell geschulten Fachleuten durchgeführt werden, die auch die erforderlichen technischen Hilfsmitteln haben und über eine ausreichende Ortskenntnisse verfügen. Bei Personen, die aufgrund ihrer besonderen Fachkenntnisse zur Lawinensprengung befugt und berufen sind, ist daher ein besonders strenger Sorgfaltsmaßstab anzulegen (Sachverständigenhaftung).